# 나카하라촌 (히로시마현)
나카하라촌(中原村)은 일본 히로시마현 아사군에 설치되었던 촌이다. 현재의 히로시마시 아사키타구의 일부에 해당한다.